# NGC 65
NGC 65 ist eine elliptische Galaxie vom Hubble-Typ E/SB0 im Sternbild Walfisch südlich des Himmelsäquators. Sie ist schätzungsweise 327 Millionen Lichtjahre von der Milchstraße entfernt und hat einen Durchmesser von etwa 95.000 Lj.

Im selben Himmelsareal befinden sich u. a. die Galaxien NGC 66 und NGC 77.
Das Objekt wurde im Jahr 1886 von dem Astronomen Frank Muller entdeckt.